# Академічна справа
Академічна справа — політичний процес, сфабрикований у 1929—1931 роках ОДПУ в Ленінградському військовому окрузі. Став трагічною віхою на шляху «обільшовичення» АН СРСР і сигналом для масових репресій проти інтелігенції по всій країні.

## Хід подій
Безпосередній привід для «справи» — виявлення у рукописному відділі Бібліотеки АН СРСР та інших архівосховищах окремих невідомих владі документів царської родини, О. Ф. Керенського, П. Б. Струве, колишнього шефа жандармів В. Джунковського, керівників органів партій кадетів і есерів тощо.
Починаючи з жовтня 1929 року було заарештовано понад 100 осіб з числа працівників АН, Центрархіву, ін. наук, і навч. закладів. Їх звинуватили у створенні міфічного «Всенародного союзу боротьби за відродження вільної Росії» з метою повалення радянської влади і відновлення монархії.
Рішення у справі були прийняті в позасудовому порядку на колегії ОДПУ 10 травня та 8 серпня 1931 року. Шістьох працівників АН, колишніх військовослужбовців, звинувачених у організації збройного заколоту, засуджено до розстрілу, інших — відправлено до концтабору або вислано на різні строки. Відомі вчені — академіки С. Платонов, Є. Тарле, Д. Лихачев, М. Любавський, професори В. Бенешевич, Ю. Готьє, М. Присьолков, В. Пічета та ін. вислані у віддалені місцевості СРСР строком на 5 років. Багато репресованих, відбуваючи покарання, загинуло. 1966 засуджених реабілітовано.
У ті ж роки подібні процеси відбувалися і в союзних республіках. В Україні це був процес у справі т. з. Спілки визволення України. Репресій зазнало немало вчених ВУАН.